# Africephala
Africephala is een geslacht van vlinders uit de familie mineermotten (Gracillariidae).
Het geslacht omvat één soort:
- Africephala timaea Meyrick, 1914